# Willem van Foreest (1278)
Ridder Willem van Foreest (genoemd 1278), ambachtsheer van de Rijnlandse ambachtsheerlijkheid Middelburg.
Willem van Foreest is de stamvader van het Hollandse oud adellijke geslacht Van Foreest. Hij werd waarschijnlijk geboren als zoon van Machteld van Foreest (genoemd 1250), nobilis mulier. Zijn vader zou mogelijk uit het Duitse Rijnland afkomstig zijn. In een oorkonde van september 1241 is sprake van vrouwe Mathildis (machteld), weduwe van heer W. de Foresto' , ridder, met zoons H. en Wilhelmus de Foresto. Het betreft een overeenkomst van vrouwe Mathildis en haar zoons tegenover het kapittel van Sint Omaars en de Abdij van Sint-Bertinus afstand deden van hun rechten op de tiend en het schoutambt van Frechen om ze vervolgens op bepaalde voorwaarden in leen te krijgen. De naam van de echtgenote van Willem van Foreest is onzeker, maar gegeven zijn familierelaties was het waarschijnlijk de dochter Beatrijs van Hardbaren van der Woert, een telg van de bastaardtak van het machtige Huis van Voorne.
Een afschrift van Willems testament van 19 november 1278 is bewaard gebleven. Deze vertelt ons dat Wilhelmus de Foreest, miles, zijn goederen verdeelt onder zijn drie zoons, Herpernus (Herpert), Joannes (Jan) en Nicolaus (Nicolaas). De oudste zoon Herpert erfde de Rijnlandse ambachtsheerlijkheid, wat toen nog terrarum de Foreest heette. De getuigen van het testament waren toentertijd zeer vooraanstaande Hollandse edellieden, de burggraaf van Zeeland Albrecht van Voorne alsmede Arnoud van Heemskerk een naast familielid van de burggraaf van de Alkmaarse Torenburg. Daarnaast zegelden Jacob van den Woude, heer van Warmond alsmede de heer Herman van Woerden, die 18 jaar later, in 1296, betrokken zou zijn bij de moord op Floris V van Holland.
1. ↑  Geneanet: Stamboom Beatrijs van der Woert